# Joachim Roman Bar
Joachim Roman Bar, właściwie: Roman Bar (ur. 13 lipca 1912 w Kosinie, zm. 4 lutego 1997 w Krakowie) – polski duchowny katolicki, franciszkanin konwentualny (OFMConv.), teolog, doktor prawa kanonicznego, nauczyciel akademicki (profesor nadzwyczajny) Akademii Teologii Katolickiej w Warszawie.

## Życiorys
Naukę w szkole podstawowej odbył w rodzinnej Kosinie. Następnie ukończył Małe Seminarium Duchowne Ojców Franciszkanów we Lwowie. Wstąpił do Zakonu Braci Mniejszych Konwentualnych, w którym otrzymał imię Joachim. W 1931 zdał egzamin dojrzałości. Podjął studia w Wyższym Seminarium Duchownym Franciszkanów w Krakowie. Następnie studiował na Wydziale Teologicznym Uniwersytetu Jana Kazimierza we Lwowie, gdzie w 1934 uzyskał tytuł magistra teologii. W 1935 z rąk biskupa Eugeniusza Baziaka otrzymał święcenia kapłańskie. W latach 1936–1939 odbył studia w zakresie prawa kanonicznego na Papieskim Ateneum Laterańskim w Rzymie, które zwieńczył uzyskaniem stopnia doktora (stopień został nostryfikowany w 1946 na Wydziale Teologii Katolickiej Uniwersytetu Warszawskiego). W 1939 został wykładowcą w Wyższym Seminarium Franciszkanów w Krakowie.
Od 1961 był nauczycielem akademickim Wydziału Prawa Kanonicznego Akademii Teologii Katolickiej w Warszawie. Od 1966 był zatrudniony na etacie docenta, a od 1973 - profesora nadzwyczajnego. W 1966 został kierownikiem Katedry Historii Źródeł i Literatury Prawa Kanonicznego Wydziału Prawa Kanonicznego ATK.
Został pochowany na Cmentarzu Salwatorskim w Krakowie, sektor SC11-B-2.

## Publikacje
- Przewodnik dla spowiedników zakonnic: wskazania prawne i duszpasterskie (1986)
- Poradnik kanonicznego prawa zakonnego (1986)
- Postępowanie kanonizacyjne (wspólnie z Henrykiem Misztalem, 1985)
- Prawo o instytutach życia konsekrowanego (wspólnie z Julianem Kałowskim, 1986)
- Przełożona domu zakonnego: wskazania prawne i ascetyczne (1983)
- Drogą rad ewangelicznych: wprowadzenie do życia zakonnego (współautorka: Helena Brygołówna, 1978)
- Prawo zakonne po Soborze Watykańskim II (1971, 1977)
- La morte del Beato Massimiliano Kolbe alla luce del diritto canonico (1974)
- Polska bibliografia teologii i prawa kanonicznego za lata 1949–1968 (współautor: Remigiusz Sobański, 1972)
- Polska bibliografia teologiczna za lata 1940–1948 (współautor: Alfons Schletz, 1969)
- Zarys prawa kanonicznego. T. 2, Prawo osobowe Z. 4, O zakonach, o osobach świeckich (1968)
- Prawo stanów doskonałości chrześcijańskiej Kościoła katolickiego (1966)
- Polska bibliografia prawa kanonicznego: od wynalezienia druku do 1940 r. T. 1, Od wynalezienia druku do 1799 r. (współautor: Wojciech Zmarz, 1960)
- Szkoła seraficka: podręcznik dla członków trzeciego zakonu św. Franciszka z Asyżu (1948)
- Polska bibliografia prawa kanonicznego: od wynalezienia druku do 1940 r. T. 2, Za lata 1800–1940 (współautor: Wojciech Zmarz, 1947)
- Tercjarstwo franciszkańskie (1945)
- Wybór pism matki Wincenty Jadwigi Jaroszewskiej [wybór] (oprac., 1997)[6]